# Elnaz Rekabi
Elnaz Rekabi (* 20. července 1989) je íránská reprezentantka ve sportovním lezení, vicemistryně Asie v boulderingu.
V říjnu 2022 na mezinárodní soutěži v Soulu nastoupila k závodu bez hidžábu. Podpořila tak protivládní protesty, které v Íránu vypukly o měsíc dříve po smrti Mahsá Amíníové. „Elnaz Rekabiová ví, že její sportovní budoucnost v Íránu zřejmě skončila, protože neměla hidžáb, ale ukázala velkou sílu,“ komentovala její sportovní vystoupení íránská novinářka Sima Sabetová. Rekabiová později uvedla, že si hidžáb na závod ve spěchu zapomněla vzít.

## Závodní výsledky
| Mistrovství světa | Mistrovství světa | Mistrovství světa | Mistrovství světa |
| Rok               | 2011              | 2014              | 2016              |
| ----------------- | ----------------- | ----------------- | ----------------- |
| Obtížnost         | 57                | 31                | 45                |
| Bouldering        | —                 | —                 | 57                |

| Světový pohár | Světový pohár | Světový pohár | Světový pohár | Světový pohár | Světový pohár |
| Rok           | 2014          | 2015          | 2016          | 2017          | 2018          |
| ------------- | ------------- | ------------- | ------------- | ------------- | ------------- |
| Rychlost      | x             | —             | —             | —             | 0             |
| jednotlivě*   | ,19,          | —             | —             | —             | ,48           |
|               |               |               |               |               |               |
| Bouldering    | x             | 0             | x             | 39            | 0             |
| jednotlivě*   | ,16,          | ,41,          | ,26,51,       | ,19,23,27,    | ,33,51,       |

* poznámka: nalevo jsou poslední závody v roce
| Asijské hry | Asijské hry |
| Rok         | 2018        |
| ----------- | ----------- |
| Obtížnost   | (6)         |
| Rychlost    | (12)        |
| Bouldering  | (3,5)       |
| Kombinace   | 7           |

| Mistrovství Asie  | Mistrovství Asie | Mistrovství Asie | Mistrovství Asie | Mistrovství Asie | Mistrovství Asie | Mistrovství Asie | Mistrovství Asie | Mistrovství Asie | Mistrovství Asie |
| Rok               | 2008             | 2009             | 2010             | 2013             | 2014             | 2015             | 2016             | 2017             | 2018             |
| ----------------- | ---------------- | ---------------- | ---------------- | ---------------- | ---------------- | ---------------- | ---------------- | ---------------- | ---------------- |
| Obtížnost         | 15               | —                | 7                | 11               | 3                | 8                | 6                | 4                | 14               |
| Rychlost          | 16               | 11               | 17               | 4                |                  | —                | —                | —                | 12               |
| Bouldering        | 15               | 15               | 9                | 2                |                  | 9                | 12               | 10               | 6                |
| Kombinace         | —                | —                | —                | —                | —                | —                | —                | —                | x                |
| Družstva rychlost | —                | —                | —                | —                | —                |                  | 3                |                  | —                |